# Frankie Banali

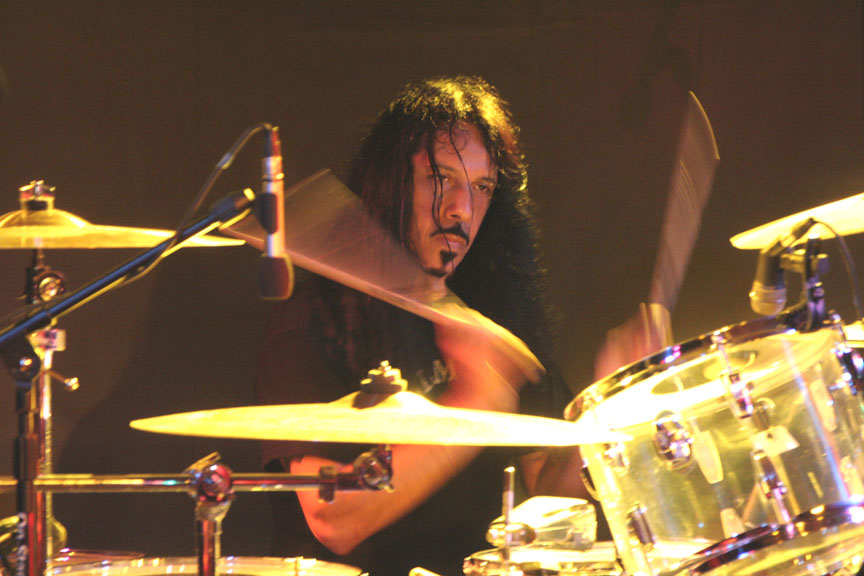
Frankie Banali (2010)

Frankie Banali (* 14. November 1951 in New York City; † 20. August 2020 in Los Angeles) war ein US-amerikanischer Rock-Schlagzeuger.

## Karriere
Seinen größten Erfolg feierte Frankie Banali mit der mehrfach mit Platin ausgezeichneten Metal-Band Quiet Riot. Zusätzlich war er ab 1994 der Manager der Band. Er spielte Schlagzeug in der Heavy-Metal-Band W.A.S.P., bei Blackthorne sowie mit Billy Idol. Banali war für kurze Zeit Schlagzeuger für Faster Pussycat und Steppenwolf.
2007 veröffentlichte Banali unter dem Bandnamen Frankie Banali & Friends ein Led-Zeppelin-Tribute-Album unter dem Namen 24/7/365 - The Tribute to Led Zeppelin. Gäste auf dem Album waren unter anderem Bobby Kimball, Glenn Hughes, Don Dokken, Kevin DuBrow und Jeff Scott Soto.
Mitte 2010 startete Banali mit seiner Verlobten Regina Russell eine Online-Finanzierungskampagne auf der Crowdfunding-Plattform Kickstarter für die Produktion eines Quiet-Riot-Dokumentarfilms; der Film feierte im April 2014 Premiere auf dem Newport Beach Film Festival.
Frankie Banali war dafür bekannt, bei Quiet Riot neben seiner Aufgaben als Schlagzeuger sich um sämtliche Geschäftsaufgaben wie Booking, Management usw. zu kümmern.

## Privates
Banalis Vater starb 1974 an Bauchspeicheldrüsenkrebs und seine Mutter starb 1990 an Lungenkrebs.
Banali starb am 20. August 2020 im Alter von 68 Jahren an Bauchspeicheldrüsenkrebs.:  Dieser war im April 2019 diagnostiziert worden. Er hinterlässt Ehefrau Regina (verh. 2015) und eine Tochter namens Ashley (geb.1997). Seine Frau Karen, die Mutter von Ashley, starb 2009 an Herzversagen. Am 14. November 2021, Banalis 70. Geburtstag, wurde eine Bronzestatue von ihm im Rainbow Bar and Grill in Los Angeles enthüllt.
Am 15. November 2021 wurde Frankie Banali auf dem Forest Lawn Memorial Park-Friedhof in Hollywood, Los Angeles beigesetzt. Die Trauerzeremonie wurde live im Internet gestreamt und wurde von Eddie Trunk moderiert. Als Trauerredner traten u. a. Glenn Hughes, Rudy Sarzo, Steve Riley, Neil Citron, Alex Grossi und Rikki Rockett auf.

## Diskografie
Mit Hughes/Thrall
- Hughes/Thrall (1982)

Mit Quiet Riot
- Metal Health (1983)
- Condition Critical (1984)
- QR III (1986)
- QR (1988)
- Terrified (1993)
- Down To The Bone (1995)
- Alive And Well (1999)
- Guilty Pleasures (2001)
- Rehab (2006)

Mit W.A.S.P.
- The Headless Children (1989)
- The Crimson Idol (1992)
- Still Not Black Enough (1995)
- Unholy Terror (2001)
- Dying for the World (2002) (Mit Stet Howland)
- The Neon God: Part 1 – The Rise (2004)
- The Neon God: Part 2 – The Demise (2004) (nicht erwähnt)
- Reidolized (The Soundtrack to The Crimson Idol)

Mit Blackthorne
- Afterlife (1993)

Als Frankie Banali & Friends
- 24/7/365 - The Tribute to Led Zeppelin (2007)